# Nocloa cordova
Nocloa cordova là một loài bướm đêm trong họ Noctuidae.